# David Zwi Schlomo Bidermann

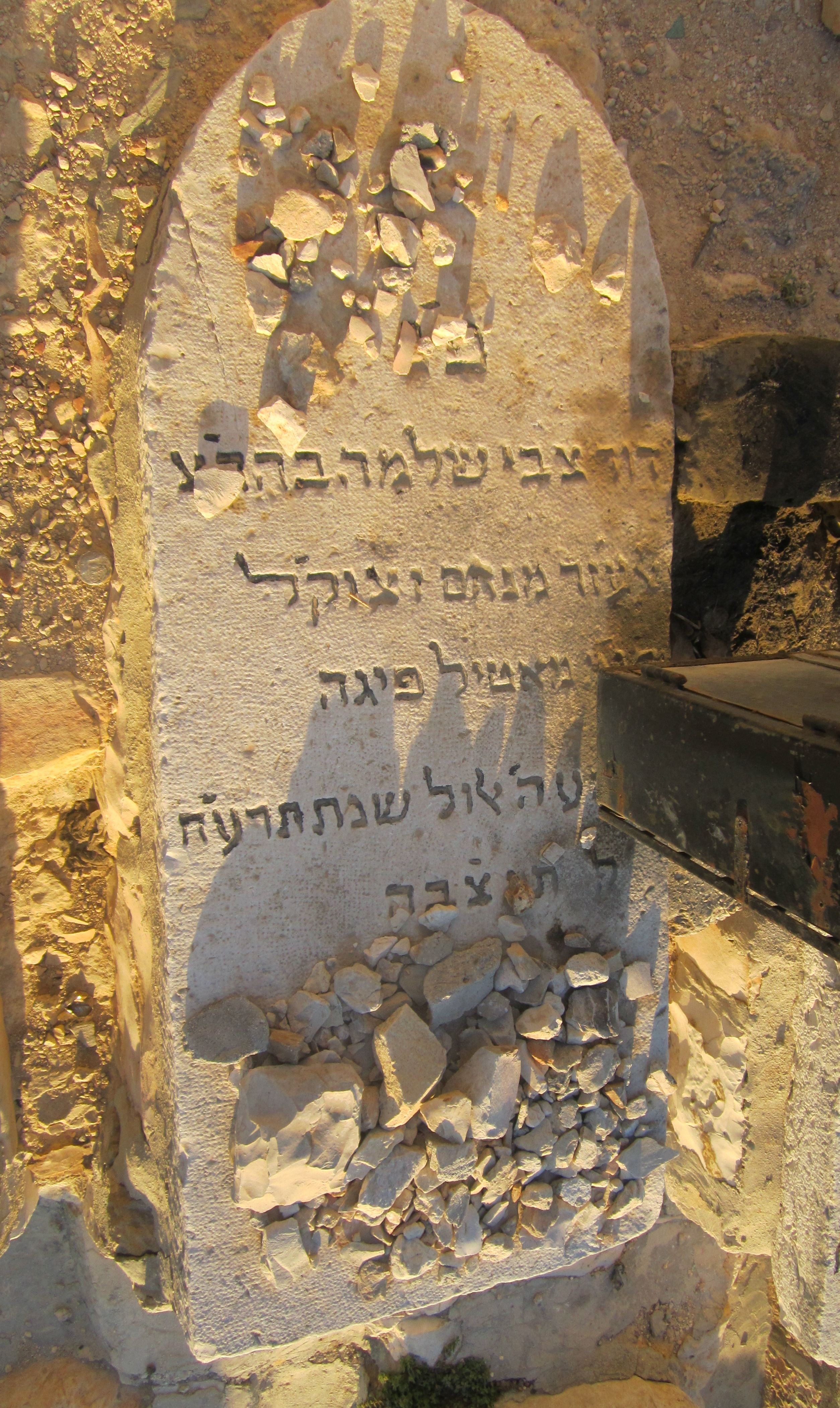
Grabstein David Zwi Schlomo Bidermanns auf dem Ölberg

Raw David Zwi Schlomo Bidermann, Admor von Lelov, (geb. 1844 in Lelów, Polen; gest. 1918 / 5. Elul 5678 in Jerusalem) war ein Rabbiner in Jerusalem zur Zeit des Ersten Weltkriegs und einer der Führer des chassidischen Judentums. Er war Direktor des Kolel Warschau, im Jahr 1883 folgte er seinem Vater als Lelover Rebbe nach.

## Leben

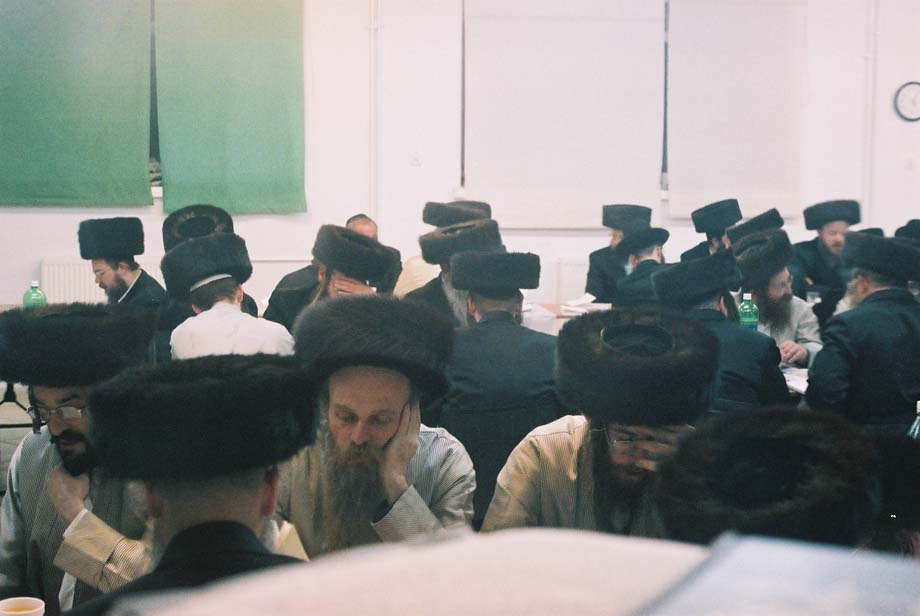
Lelov-Chassidim während der Pilgerfahrt zu den Gräbern des Dynastiegründers und Elasar Mendel Bidermanns in Lelów

Im Alter von sieben Jahren kam er zusammen mit seinem Vater Elasar Mendel und seinem Großvater, die beide Admorim von Lelov waren, nach Eretz Israel. Als sein Vater 1883 starb, folgte er ihm in dessen Amt nach, wurde Admor und musste das Lelover Chassidut leiten. Außer seinen Aufgaben als Admor stand er dem Kolel Polin vor, zählte zu den Gründern der Chaje Olam-Jeschiwa und war der Gründer der Bate Warschau.
Im Alter von 74 Jahren erkrankte er an einer schweren Lungenentzündung, an der er schließlich starb. Er hatte gebeten, dass man an ihm nach seinem Tode die vier Todesstrafen des Bet Din ausführen und auf seinen Grabstein keinerlei Titel und Lob schreiben soll.